# 中井徳次郎
中井 徳次郎（なかい とくじろう、1907年（明治40年）5月29日 - 1991年（平成3年）12月18日）は、三重県出身の政治家。三重県上野市（現在の伊賀市）の市長だった。日本社会党に所属して衆議院議員を6期務めた。長男の中井洽も衆議院議員となった。
　

## 略歴

### 学歴
三重県立上野中学校、第八高等学校を経て、京都帝国大学法学部卒業後、高等文官試験合格。

### 満洲国での官僚時代
満洲にわたり全満洲の電気供給事業を統制して電力・電燈の供給事業を独占的に行う満洲電業株式会社に入社。企画主計課長、文書課長を歴任した後、長男の洽が満洲で誕生した。終戦で三重県に引揚げた。

### 上野市長時代
1947年（昭和22年）に全国で最初の日本社会党の公認候補者として三重県上野市長に当選し、以後2期、革新的な市政を行った。上野市長としては伊賀地方の観光産業の育成と伊賀上野の魅力をアピールする事を目的に伊賀上野世界こども博覧会を開催する。1952年（昭和27年）3月15日から5月15日の期間に開催されて、博覧会の会場は伊賀上野白鳳公園で、主催者は上野市であった。後援者は三重県・滋賀県・京都府・奈良県の各近隣府県で、三重県教育委員会・滋賀県教育委員会・京都府教育委員会・奈良県教育委員会の各府県の教育委員会であった。協賛者は日本国有鉄道・近畿日本鉄道株式会社・日本交通公社・三重交通株式会社。開催の前の年である1951年（昭和26年）8月、上野市議会で博覧会の開催を提案する演説で「博覧会の赤字経営による損失の覚悟は約500万円ぐらいである」と市議会で議員に説明をした。

### 衆議院議員時代
2期目の任期途中である1953年（昭和28年）に日本社会党から第26回衆議院議員総選挙で初当選する。社会党右派に所属した。1955年（昭和30年）10月13日に社会党再統一がされた直後の第27回衆議院議員総選挙で再選される。1958年（昭和33年）の第28回衆議院議員総選挙では、自由民主党が公認5人（木村俊夫・山手満男・川崎秀二・田中久雄・青木理）と推薦無所属2人（松本一郎・久保田藤麿）の合計7人の定員オーバーの状態であり、同じ選挙区の三重1区から日本社会党の2人目の公認候補として小林正美も出馬したが、亀山市を境界に四日市市を中心とする北部は新人の四日市市出身の小林正美候補で、伊賀や津市などの南部は現職の中井徳次郎とする地盤割りが成功して共に当選した。1960年（昭和35年）の第29回衆議院議員総選挙では小林正美が選挙前に急死して未亡人の小林ちづが代わりに出馬、同情票がたくさん集まった事から当選して、中井と自民党の川崎秀二が落選する番狂わせがおきた。中井が日本社会党内の浅沼享子と同様未亡人は1期までの女性差別意識から小林ちづの日本社会党の公認候補として衆議院議員選挙の立候補を辞退させた。小林ちづの立候補を辞退させた事で1963年（昭和38年）の第30回衆議院議員総選挙では6万票のトップ当選で返り咲き、以後1967年（昭和42年）の第31回衆議院議員総選挙と1969年（昭和44年）の第32回衆議院議員総選挙（51902票で落選した久保田藤磨の51353票と549票差の滑り込み当選）でも連続当選を果たした。

## 政治信条

### 議員活動
党職として日本社会党の三重県連合会長・党中央執行委員・中小企業局長・政策審議副会長・国会対策副委員長の役職と四日市ぜんそくの公害問題では、地元三重第1区選出の議員として日本社会党の公害対策委員長を務めて公害問題の解決に尽力した。「自治族議員」とも言うべき地方行政の専門家だった。満洲時代の経験から日中友好のために「日中貿易促進議員連盟」理事を務める。社会党右派の河上派に属して、三宅正一や河野密と親しかった。

### 社会党右派所属の民主社会主義者
三重県の日本社会党史や三重県選出国会議員や伊勢年鑑の内容である。イギリス労働党の穏健社会主義者として民主社会主義を目指したが、社会党執行部は成田知巳委員長以後に左旋回して、社会党左派による労組中心のマルクス・レーニン主義の政党となっていた。社会党右派の議員として社会民主主義や民主社会主義などの革新政策を目指していたが、日本社会党の三重県連会長を努める中井の対抗馬として、1967年（昭和42年）1月29日の第31回衆議院議員総選挙で新人で社会党左派の福島重之を樹立して、1969年（昭和44年）12月27日の第32回衆議院議員総選挙で労組出身で社会党左派の田口一男候補を、三重第1区に立候補させた。党執行部と対立した結果、徳次郎の秘書を務めた息子の洽と共に社会党を離党する。長男の中井洽は民社党に移籍して、中井家の世襲議員として社会主義穏健派の後継者となった。

### 三重県の日本社会党
三重県民は天皇制反対や神道否定に対するアレルギーが強くて、天皇や宗教的な面では、日本で最も保守的な都道府県である。戦争犯罪や護憲を唱える左翼は三重県民には支持されず、左翼が神聖視する日本国憲法（平和憲法）などの護憲思想や人権主義教育を左翼が行っていても、三重県では日本社会党の左翼的な政策は支持されず、左翼に対するアレルギーが強かった。三重県の日本社会党は貧困などに悩み、労働問題に関心や興味がある貧困層や企業や自治体の労働組合員から社会主義思想が支持されて、三重県の貧困層からの支持を得ていた。

### 公害問題
三重1区内の大票田の四日市市で四日市ぜんそくが発生した事で、公害問題を扱う環境政党として革新的政策を唱える政党に変貌して、特に四日市市民を中心に三重県民の支持を得た。日本社会党が公害問題が深刻化する状況下で公害被害者の味方である革新政党としての役割を果たして日本社会党が勢力を拡大した。三重1区では、自由民主党が財界が支持する四日市コンビナート企業側の保守政党で、日本社会党が四日市ぜんそくの公害患者側に付く革新政党としての構図が成立して、三重県の政治思想は四日市公害問題を巡って保守勢力と革新勢力が対立していた。

### 社会党右派と左派の思想対立
社会党右派の中井徳次郎は民主社会主義思想の持ち主で福祉政策や環境政策を重視する革新的な政治家であり、社会党左派の田口一男はマルクス・レーニン主義的な思想を持つ労働組合からの支援があり、左翼思想者からの支持があった。片山哲など社会党右派や民社党の政治家と同様に、中井徳次郎は天皇制を支持する天皇制社会主義者であり、左翼的思想の持ち主ではなくて、福祉を重視する革新主義者であった。

## 家族
囲碁4段で読書好きであった。初枝夫人とは3人の男子に恵まれた。長男の中井洽が後継者として衆議院議員をつとめた。三男の中井省は財務官僚で著書で「やぶにらみ金融行政」がある。